# District de Nishitsugaru
Le district de Nishitsugaru (西津軽郡, Nishitsugaru-gun) est un district de la préfecture d'Aomori au Japon.
Lors du recensement de 2000, sa population était de 66 670 habitants pour une superficie de 1 086 km2.

## Communes du district
- Ajigasawa
- Fukaura